# Leiocolea collaris
Leiocolea collaris ist eine Lebermoos-Art aus der Familie Lophoziaceae. Deutsche Namen sind Kleines Glattkelchmoos, Gewöhnliches Glattlebermoos oder Müllers Glattkelchmoos.
Nach der 2020 veröffentlichten „An annotated checklist of bryophytes of Europe, Macaronesia and Cyprus“ heißt die Art nunmehr Mesoptychia collaris (Nees) L. Söderström & Váňa. Die Gattung Mesoptychia wird dabei der Familie Jungermanniaceae innerhalb der Ordnung Jungermanniales zugeordnet.

## Merkmale
Die grünen, niederliegenden Pflanzen sind bis 2 Millimeter breit und bilden lockere, flache Rasen oder wachsen vereinzelt zwischen anderen Moosen. Die Flankenblätter sind im Umriss etwa rechteckig, flach, nicht gewölbt und sind im oberen Viertel oder auch weniger in zwei zugespitzte Lappen geteilt. Die Blattzellen sind etwa 30 bis 35 Mikrometer groß, die Zellecken sind mehr oder weniger verdickt, die Zelloberfläche (Kutikula) ist durch längliche Papillen fein papillös. Pro Zelle sind 2 bis 7 längliche, feinkörnige Ölkörper vorhanden. Unterblätter sind meist in den Rhizoiden der Stämmchenunterseite versteckt, sie sind meist einfach, lanzettlich oder zweiteilig. Die Art ist diözisch. Das Perianth ist walzen- bis birnenförmig, die Mündung kurz bewimpert. Brutkörper fehlen.
Leiocolea collaris ist die häufigste Art der Gattung und sehr formenreich. Kleine Pflanzen sind oft schwer von Leiocolea badensis zu trennen. Bei sehr kräftigen Pflanzen von feuchten Standorten gibt es offensichtlich Übergangsformen zu Leiocolea bantriensis.

## Standortansprüche
Das Moos wächst auf kalkreichen, basischen, frischen und meist schattigen Standorten auf Kalk- und basenreichem Silikatgestein, auf Humus und Detritus, auch auf Löss.

## Verbreitung
In den Alpen ist die Art besonders in den Nord- und Südalpen verbreitet und häufig, weniger häufig bis fehlend in den Zentralalpen. Der Lebensraum reicht dabei von der kollinen bis zur alpinen Höhenstufe. Außeralpin ist sie eher selten oder fehlt ganz. Für Deutschland werden die Kalkgebirge als Verbreitungsgebiet angegeben, außerhalb dieser fehlt sie.
Weltweit gibt es Vorkommen in Europa, im Kaukasus, in der Türkei, in Sibirien, in der Arktis, in Grönland und im nördlichen Nordamerika.